# Nick Ponzio
Nicholas James „Nick“ Ponzio (* 4. Januar 1995 in La Jolla, Kalifornien, Vereinigte Staaten) ist ein italienisch-US-amerikanischer Leichtathlet, der sich auf das Kugelstoßen spezialisiert hat.

## Leben
Nick Ponzio wurde in La Jolla, einem Stadtteil der US-Metropole San Diego geboren. Anschließend wuchs er in Temecula auf. Er hat über seinen Urgroßvater Francesco, der aus Sizilien stammte, italienische Wurzeln. In seiner Jugend betrieb er American Football und studierte später zunächst an der University of Florida, bevor er 2017 unter der Anleitung von Dan Lange an der University of Southern California professionell mit dem Kugelstoßen begann. 2019 zog er um nach Scottsdale, im US-Bundesstaat Arizona, wo er neben seines Studium am Mesa Community College bei Ryan Whiting, dem zweifachen Kugelstoß-Hallenweltmeister trainierte und zugleich einer Vollzeitbeschäftigung nachging. Am 15. Juni 2021 erhielt Ponzio, neben seiner US-amerikanischen, die italienische Staatsbürgerschaft. Wenige Monate danach zog er nach Nashville um und trainierte sich fortan selbst. Nick Ponzio hat einen Abschluss in Psychologie.

## Sportliche Laufbahn
Ponzio bestritt noch als Schüler in seiner kalifornischen Heimat im Jahr 2012 die ersten Wettkämpfen im Kugelstoßen und im Diskuswurf. 2013 nahm er im Kugelstoßen an den Junioren-US-Meisterschaften teil, brachte dort allerdings keinen gültigen Versuch zustande. Ein Jahr darauf erreichte er bei den gleichen Meisterschaften das Finale, kam darin allerdings nicht über Platz 10 hinaus. 2015 steigerte er sich auf eine Weite von 19,53 m. Die nächsten Jahre stagnierte seine Leistungsentwicklung zunächst. 2019 bestritt er seine Wettkämpfe auch außerhalb der USA und konnte schließlich auch zum ersten Mal über die Marke von 20 Metern stoßen, nachdem er beim Werfertag im sächsischen Thum 20,44 m stieß. Anfang September verbesserte er sich in Griechenland noch einmal bis auf 20,73 m. Ein Jahr später stieß er im Juni die Kugel auf 21,08 m und steigerte sich nur einen Monat später bis auf 21,72 m. Im September 2020 siegte er bei der Golden Gala in Rom. Aufgrund seiner Leistungssteigerung 2020 schaffte er es sich, nach seinem Verbandswechsel nach Italien, für die Olympischen Sommerspiele 2021 in Tokio zu qualifizieren. Kurz nachdem er im Juni 2021 die italienische Staatsbürgerschaft erhalten hatte, nahm er bereits zum ersten Mal an den italienischen Meisterschaften teil, allerdings noch außerhalb der Wertung. Anfang August gab er bei den Olympischen Spielen sein internationales Debüt für Italien. In der Qualifikation kam er allerdings nicht über 20,28 m hinaus und schied damit aus.
2022 gewann Ponzio seine ersten nationalen Meistertitel. Im Februar stieß er in Belgrad mit 21,61 m einen zwischenzeitlichen Hallenrekord Italiens, den Zane Weir 2023 mit 22,06 m übertraf. Im nächsten Monat trat er, ebenfalls in Belgrad, bei den Hallenweltmeisterschaften an und konnte dort das Finale erreichen, in dem er den siebten Platz belegte. Später im Mai steigerte sich Ponzio, direkt bei seinem ersten Wettkampf der Freiluftsaison auf 21,83 m und konnte damit den zweiten Platz beim Winterwurf-Europacup in Portugal belegen. Im Sommer nahm er in seiner US-amerikanischen Heimat zum ersten Mal an den Weltmeisterschaften teil. Dort erreichte er das Finale der besten zwölf, in dem er den neunten Platz belegte. Später im August nahm er in München, ebenfalls zum ersten Mal, bei den Europameisterschaften teil und konnte direkt in das Finale einziehen. Darin verpasste er als Vierter knapp eine Medaille. 2023 gewann Ponzio die Bronzemedaille bei den italienischen Hallenmeisterschaften. Anfang März trat er bei den Halleneuropameisterschaften in Istanbul an. Mit einem Stoß auf 19,83 m verpasste er dort deutlich den Einzug in das Finale.
2022 wurde Ponzio italienischer Meister in der Halle und im Freien.
Wegen Verstoßes gegen die Anti-Doping-Bestimmungen wurde Ponzio 2023 für ein Jahr gesperrt.

## Wichtige Wettbewerbe
| Jahr                | Veranstaltung               | Ort                 | Platz               | Disziplin           | Weite               |
| Startet für Italien | Startet für Italien         | Startet für Italien | Startet für Italien | Startet für Italien | Startet für Italien |
| ------------------- | --------------------------- | ------------------- | ------------------- | ------------------- | ------------------- |
| 2021                | Olympische Sommerspiele     | Tokio               | 20.                 | Kugelstoßen         | 20,28 m             |
| 2022                | Hallenweltmeisterschaften   | Belgrad             | 7.                  | Kugelstoßen         | 21,30 m             |
| 2022                | Weltmeisterschaften         | Eugene              | 9.                  | Kugelstoßen         | 20,81 m             |
| 2022                | Europameisterschaften       | München             | 4.                  | Kugelstoßen         | 20,98 m             |
| 2023                | Halleneuropameisterschaften | Istanbul            | 10.                 | Kugelstoßen         | 19,83 m             |

## Persönliche Bestleistungen
Freiluft
- Kugelstoßen: 21,83 m, 13. März 2022, Leiria

Halle
- Kugelstoßen: 21,61 m, 7. März 2022, Belgrad